# Carme Meix i Fuster
Carme Meix i Fuster   (Gandesa, 1937 - Barcelona, 2 de febrer de 2025) va ser una escriptora catalana.

## Biografia
Nascuda en plena guerra civil, la seva infantesa va estar marcada per la penúria de la postguerra. Des de ben petita ja li agradava escriure petits relats però la contradicció del vocabulari castellà que aprenia a l'escola franquista i el seu món viscut en català la van fer desistir. Als 13 anys, tot i les seves qualitats, hagué de deixar els estudis. En casar-se l'any 1964 es traslladà a viure a Barcelona. Estudià català en una escola d'adults i cursà Filologia Catalana a la universitat. El retrobament amb la seva llengua la va fer tornar a escriure, aquesta vegada poesia i en català. En finalitzar la carrera es va presentar a les oposicions de professora i treballà en diversos instituts de secundària del Barcelonès fins a la jubilació, combinant la docència amb l'escriptura. Col·laborà també en mitjans de comunicació com La Veu de l'Ebre i el diari Avui.
Carme Meix va escriure poesia, novel·la i novel·la històrica. L'únic recull de poesia publicat ha estat Palau d'absències; per contra, les seves cinc novel·les han estat totes publicades.
L'escriptora parla a la seva poesia de temes quotidians i personals com la tardor, l'aigua, el gallet, la infantesa, els records, per fer una literatura de reflexió de caràcter, amb trets més generals com la nostàlgia, el silenci, els records, el nou camí que ha emprès Catalunya, etc. La seva poesia no és ni òbvia ni imprescindible, ja que és el relat en femení d'un temps de renúncies i transformacions. Meix explica a través dels versos petites històries particulars que són col·lectives com és la connexió entre les terres de l'Ebre i la resta del principat.

## Premis poètics
- 1989 Guardó de poesia de la Acadèmia Bibliogràfica Mariana de Lleida amb un poema sobre la Mare de Déu de la Fontcalda.[cal citació]
- 1991 Guanyadora del Caterina Albert i Paradís de poesia amb Palau d'absències[2]

## Publicacions
Novel·la històrica
- 1993  La dansada.  Lleida: Pagès editors, 1996 (col·lecció Lo Marraco, 15). ISBN 8479353619. Finalista del Sant Joan de novel·la
- 1995  El crit de l'esparver.  Lleida: Pagès editors, 1996 (col·lecció Lo Marraco, 9). ISBN 8479353333. Premi del segon concurs literari de la Universitat de Lleida, 1995. Novel·la històrica
- 2022 L'encesa de l'alba

Narrativa
- 1997  Paisatge amb boira.  Barcelona: Columna, 1998 (col·lecció Moderna). ISBN 8483005913. Finalista del Premi Pere Calders de Literatura Catalana 1997.
- 2003  Cercles.  Valls: Cossetània, 2004 (col·lecció Narrativa, 38). ISBN 8497910222. Guanyadora del XV premi literari Vila d'Ascó. Recull de sis narracions
- 2006  Collita de foc.  Valls: Cossetània, 2007 (col·lecció Notes de color, 9). ISBN 9788497912761. Guanyadora del XVIII premi literari Vila d'Ascó
- 2013  Els cims invencibles. Entre Pàndols i Cavalls.  Lleida: Pagès editors, 2012 (col·lecció Lo Marraco, 267). ISBN 9788499752976.[3]

Poesia
- 1991  Premis "Caterina Albert i Paradís" premi de poesia 1991, Carme Meix i Fuster, premi d'il·lustració 1992, Carolina Camañez i Sànchez, premi de música 1992, Pepita Llunell i Sanahuja.  Barcelona: Institució Catalana de la Dona, 1993.

Altres
- 2018 Pa amb vi i sucre (amb il·lustracions d'Eduard Barrobés)